# Brug van Cassagne

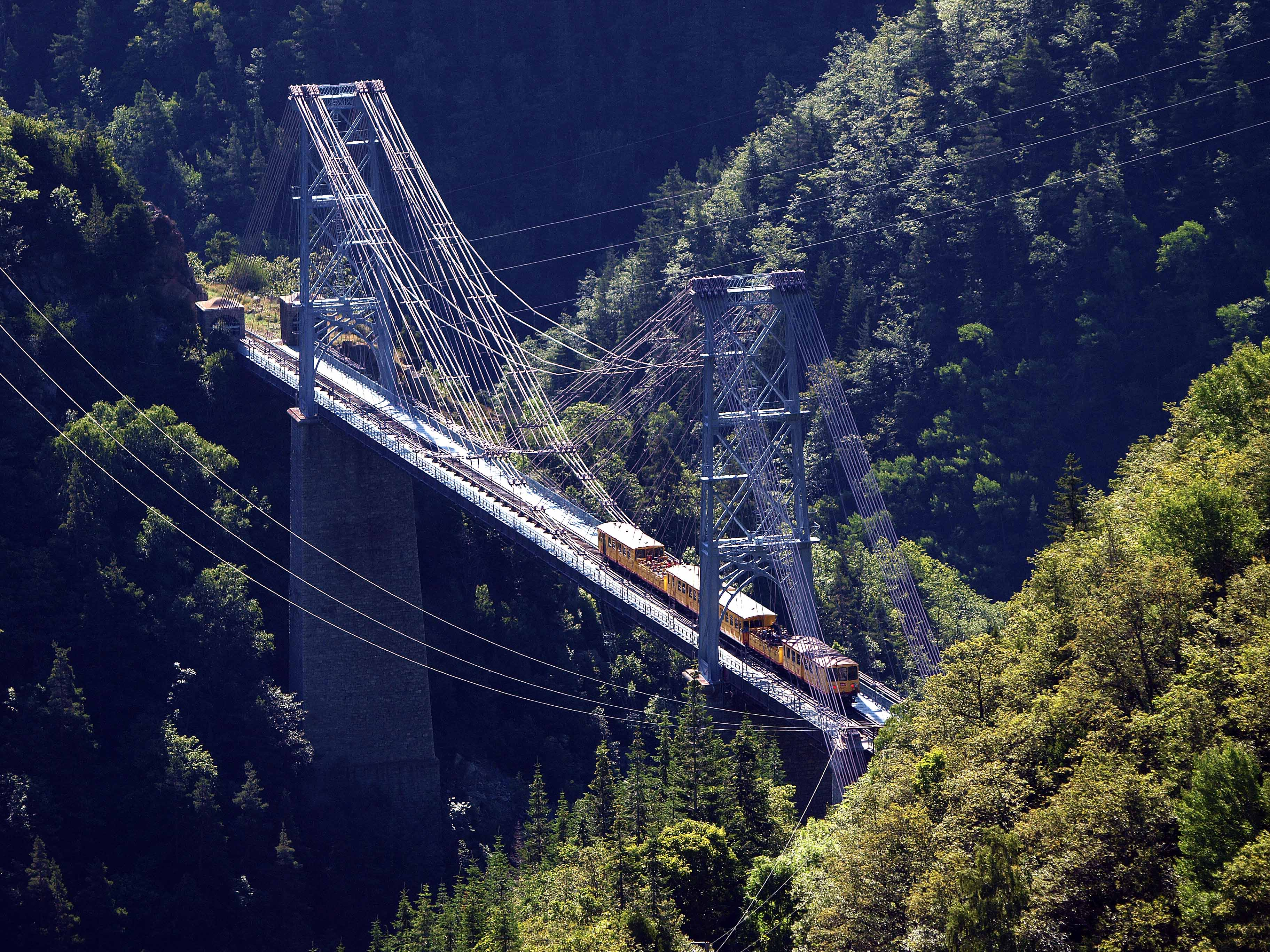
De brug

De brug van Cassagne of brug Gisclard is een spoorwegbrug in de Franse gemeente Planès (departement Pyrénées-Orientales) die deel uitmaakt van de Ligne de Cerdagne. De brug werd in gebruik genomen in 1910.
De tuibrug heeft een lengte van 253 meter en overbrugt de Têt. Het is een beschermd monument sinds 1995.